# جبال شرعب
جبال شرعب وهي عبارة عن سلسلة جبال تقع في الجهة الشمالية الغربية لمحافظة تعز وترتفع بحوالي (2000) متر عن مستوى سطح البحر ،ومن أشهر جبال شرعب جبل الأسد ، وجبل الحريم.